# Johannes Varnbüler
Johannes Varnbüler (* 3. Januar 1464 in St. Gallen; † 4. Oktober 1545 in Lindau (Bodensee)) war einer der Bürgermeister der Stadt Lindau.

## Leben
Johannes Varnbüler wurde als erster Sohn des St. Galler Bürgermeisters Ulrich Varnbüler und dessen Ehefrau Agnes (geborene Beeli) geboren und kam mit seinen Eltern 1490 nach Lindau. Dort bekleidete er insgesamt neun Mal das Amt des Bürgermeisters.
1504 heiratete Varnbüler die Augsburger Patriziertochter Agathe Meuting (* 1484 in Augsburg, † 25. Juli 1562 in Lindau). Aus der Ehe gingen acht Kinder hervor:
- Christoph
- Johann Ulrich
- Johann Jacob (1510–1568), Markgräflicher Badischer Rath und Kanzler
- Barbara (1511 – ca. 1535) verheiratet mit 1.) Johann Heinrich Höcklin von Steineck 2. Michael von Rappenberg
- Nikolaus (1519–1604)
- Georg (* ca. 1520) Advocat am Reichs Kammergericht
- Johann Ludwig (* 1521)
- Amalie (1526–1592)

Von Nikolaus stammt das spätere württembergische Adelsgeschlecht von Varnbüler ab.